# Strange Days
Strange Days (с англ. — «Странные дни») — второй альбом американской рок-группы The Doors, выпущенный в конце 1967 года. В списке 500 величайших альбомов всех времён по версии журнала Rolling Stone занимает 407 место.

## Общие сведения
Второй альбом, как и первый, записан в студии № 1 Сансет Саунд (Лос-Анджелес), которая к тому времени уже обзавелась 8-канальным оборудованием (вместо 4-канального, использовавшегося для записи альбома The Doors). Благодаря этому группа получила некоторую дополнительную степень свободы, связанную с возможностью экспериментирования. Был нанят пианист, на синтезаторе играл Пол Бивер, на бас-гитаре — Даг Лубан из Clear Light (подавший несколько хороших идей для «You’re Lost Little Girl» и «Love Me Two Times»). За режиссёрским пультом, как и прежде, были Пол Ротшильд и Брюс Ботник; главным продюсером числился глава лейбла Elektra Джек Хольцман, однако в рабочий процесс он не вмешивался, хотя, по свидетельству Кригера, группа приняла бы его идеи, поскольку он был «крутым парнем».
Все песни написаны «Дорз».

## Оформление
На обложку альбома Strange Days помещено фото уличного циркового представления. На переднем плане силач поднимает гири, рядом с ним пляшет лилипут. Далее, справа от силача стоит жонглер, жонглирующий тремя красными мячиками. За жонглером находятся двое акробатов: один подбрасывает второго. Завершает композицию трубач. И на фоне этого замершего на миг представления, на стене, позади всех, висит плакат группы The Doors. Снизу плаката наискосок приклеена табличка с названием альбома Strange Days.
Местом для снимка была выбрана улица Сниффен Корт в районе западных 30-х улиц на Манхэттене, выглядевшая по-европейски, что и нужно было фотографу Джоэлу Бродски и директору по художественной части компании «Электра» Уильяму С. Харви. Для фотосессии были отобраны как профессиональные циркачи, так и люди, не имеющие к цирку никакого отношения. В качестве силача выступил швейцар из манхэттанского мужского клуба. Роль жонглёра взял на себя ассистент Бродски. Трубачом был таксист, согласившийся позировать за 5 долларов. Настоящими цирковыми артистами были лишь акробаты и лилипуты.

«Было смешно смотреть, как лилипуты, два брата-близнеца, курили огромные сигары, сидя на коленях силача», — рассказывал Бродски. Однако сама обложка передавала зловещее и странное настроение, что несомненно пришлось по душе Джиму Моррисону, когда ему показали её при встрече в нью-йоркском отеле. А может и нет… «Честно говоря, я даже не припомню, чтобы Моррисон обратил на неё большое внимание, — сказал Бродский. — Думаю, что он уже принял пару „отвёрток“ и сидел в углу».
Сам Моррисон так отзывался об обложке альбома: «Он выглядит по-европейски. По крайней мере, это лучше, чем наши поганые физиономии».

## Список композиций
Слова и музыка всех песен — Денсмор, Кригер, Манзарек, Моррисон.
| №  | Название                  | Перевод                         | Длительность |
| -- | ------------------------- | ------------------------------- | ------------ |
| 1. | «Strange Days»            | Странные дни                    | 3:09         |
| 2. | «You’re Lost Little Girl» | Ты маленькая потерянная девочка | 3:03         |
| 3. | «Love Me Two Times»       | Люби меня дважды                | 3:16         |
| 4. | «Unhappy Girl»            | Несчастливая девочка            | 2:00         |
| 5. | «Horse Latitudes»         | Конские широты                  | 1:35         |
| 6. | «Moonlight Drive»         | Лунная дорога                   | 3:04         |

| №  | Название                           | Перевод                      | Длительность |
| -- | ---------------------------------- | ---------------------------- | ------------ |
| 1. | «People are Strange»               | Люди странные                | 2:12         |
| 2. | «My Eyes Have Seen You»            | Мои глаза увидели тебя       | 2:29         |
| 3. | «I Can’t See Your Face in My Mind» | В мысляx не вижу лица твоего | 3:26         |
| 4. | «When the Music’s Over»            | Когда музыка смолкнет        | 10:59        |

## Комментарии к песням
- «Strange Days» — песня написана на фоне многотысячных демонстраций американцев против войны во Вьетнаме и пожаров в негритянских гетто.[источник не указан 3683 дня] В композиции группа одними из первых применила новый синтезатор «Муг». По словам Кригера, текст песни «очень мрачный и наполнен клаустрофобией, и это было выражением взглядов Джима на жизнь»[5]. Машина времени заимствовала мелодию для композиции «Кафе „Лира“».
- «You’re Lost Little Girl» — реверанс Кригера в сторону малолетних поклонниц группы. Возможно, также, что также и в сторону Моррисона, одним из любимых поэтов которого являлся Уильям Блейк (в «Песнях невинности и опыта» у того присутствует стихотворение «Little Girl Lost»).
- «Love Me Two Times» — песня, в которой проводится параллель между Вьетнамской войной и концертным туром — в обоих случаях герою приходится покинуть свою девушку[5]. Кригер признаёт, что позаимствовал гитарный ход у Эла Купера и The Blues Project[9]. Иногда при исполнении песни Моррисон опускал конечное «s», указывающее на множественное число, отчего тексту придавался несколько иной смысл (англ. two-time — изменять, вести двойную игру). После конфликта Моррисона с полицией в декабре 1967 года он был арестован «за призывы к беспорядкам»; конфликт удалось замять, но песню сняли с радиоэфиров[5].
- «Unhappy Girl» — песня, которая использовалась при прослушивании кандидатов на место бас-гитариста в группе. Строчка «…prison of your own device…» впоследствии в схожем варианте появилась у The Eagles в «Hotel California»: «…the prisoners of our own device…».
- «Horse Latitudes» — композиция, созданная на основе одноимённого стихотворения Моррисона, написанного им ещё в колледже. Декламация осуществляется на фоне различных звуков, издаваемых группой из подручных предметов, и «белого шума». «Конскими широтами» назывались в XVIII веке 30°-35° северной и южной широты, где практически всегда стоит штиль. В этих условиях испанским кораблям, плывшим в Новый Свет, приходилось переходить на вёсла, для чего ради их облегчения за борт выбрасывался весь балласт, в том числе и лошади. Именно этот душераздирающий момент, когда лошадь, выброшенная за борт, ещё некоторое время плывёт, а затем, потеряв силы, тонет, и запечатлён в песне. По другой версии от лошадей избавлялись для сбережения еды и питья.
- «Moonlight Drive» — первая песня, сочинённая и записанная группой. В альбом вошла третья из записанных версий в стиле рокового танго.
- «People are Strange» — однажды ночью в начале 1967 года Моррисон зашёл к Денсмору и Кригеру «по-настоящему потерянным, в суицидальном настроении». Вместе они отправились на вершину каньона Лорел, где приняли ЛСД, а после отправились в студию Sunset Sound Records и за один день[5] записали эту композицию, имеющую «чёрное, психоделическое» настроение. Песня вошла в американский Top20.[9]
- «My Eyes Have Seen You» — одна из первых песен, записанная ещё 2 сентября 1965 г. до присоединения к группе Кригера. «television skies» — образ, возникший у Моррисона, наблюдавшего лос-анджелесский район Венеция, усеянный телевизионными антеннами, с крыши дома.
- «I Can’t See Your Face in My Mind» — в композиции присутствует звук тарелок, запущенный в обратном направлении. «Insanity’s horse adorns the sky» — возможно заимствование образа из картины Сальвадора Дали (Salvador Dali) «Искушение св. Антония» или привязка к образу из «Horse Latitudes».
- «When the Music’s Over» — композиция исполнялась с мая 1966 г. В ранние версии Моррисон включал ещё три строки: «Something wrong, something not quite right / Touch me, baby, / All through the night, yeah».

## Участники записи
The Doors
- Джим Моррисон — вокал, синтезатор Муга в песне "Strange Days"
- Рэй Манзарек — клавишные, маримба
- Робби Кригер — гитара
- Джон Денсмор — ударные

Дополнительный персонал
- Дуглас Лубан — бас-гитара (треки 1–3, 6–9)

## Переиздания
- 1999 — часть The Complete Studio Recordings
- 2006 — мультимедийная версия, часть комплекта Perception

## Отзывы
Джин Янгблад (Gene Youngblood), «L.A. Free Press», 1967:
«Музыка THE DOORS скорее сюрреалистична, чем психоделична, она скорее болезненна, чем кислотна. Это больше, чем рок, это — ритуальная музыка… Речь идёт о ритуале психо-сексуального эротизма. THE DOORS — это вампиры поп-культуры. Моррисон — ангел уничтожения и разрушения. Он и THE DOORS — демонический и прекрасный мираж, возникающий как птица Феникс из сгоревшего куста новой музыки».